# 擬駝背施氏油鯰
擬駝背施氏油鯰，為輻鰭魚綱鯰形目長鬚鯰科的其中一種，分布於南美洲巴西 Paraíba do Sul河及Jequitinhonha河流域，體長可達53.2公分，棲息在河川底水域，屬肉食性，生活習性不明。

## 擴展閱讀
維基物種上的相關：擬駝背施氏油鯰